# Malacomyia
Malacomyia is een vliegengeslacht uit de familie van de wiervliegen (Coelopidae).

## Soorten
- M. sciomyzina (Haliday, 1833)